# Todd Bertuzzi
Pour les articles homonymes, voir Bertuzzi.
Todd Bertuzzi (né le 2 février 1975 à Sudbury dans la province d'Ontario au Canada) est un joueur professionnel canadien de hockey sur glace. Il évolue au poste d'ailier droit.

## Biographie

### Carrière en club
Il a été repêché par les Islanders de New York lors du repêchage d'entrée dans la LNH 1993, à la 23e position. Après avoir disputé trois saisons dans l'uniforme des Islanders, Bertuzzi a été échangé aux Canucks dans une transaction qui a aussi impliqué Trevor Linden. L'ailier droit a connu sa meilleure saison en 2002-2003, alors qu'il a amassé 97 points au cours de la saison régulière. Le 23 juin 2006, il a été échangé aux Panthers de la Floride en retour du gardien étoile Roberto Luongo. Lors de l'ultime journée des transferts en 2007, Bertuzzi, bien que blessé au dos, a rejoint les Red Wings de Détroit contre deux choix de repêchage. Bertuzzi est reconnu comme étant l'un des joueurs les plus redoutables de la ligue en raison de ses cinglantes mises en échec[réf. nécessaire]. 
En 2007, il signe pour les champions en titre, les Ducks d'Anaheim.
Le 7 juillet 2008, il signe un contrat avec les Flames de Calgary. Puis en 2009 il retrouve l'uniforme des Red Wings de Détroit, où il s'engage pour an et 1,5 million de dollars.

### L'affaire Steve Moore
Le 8 mars 2004, Bertuzzi a durement frappé Steve Moore à la tête, de dos, alors que Moore patinait. Le joueur de l'Avalanche du Colorado est ensuite tombé la tête la première sur la glace et est demeuré inconscient pendant plusieurs minutes. À la suite de ce geste disgracieux au cours duquel Moore a eu une commotion cérébrale, deux vertèbres fracturées ainsi que plusieurs lacérations faciales, Bertuzzi a fait l'objet d'une enquête policière.
Il a également été suspendu par la LNH pour le restant de la saison régulière et pour les séries éliminatoires. Les Canucks de Vancouver ont également dû payer une amende de 250 000$. Le 24 juin 2004, Bertuzzi a formellement été accusé d'assaut ayant causé des lésions corporelles mais a pu éviter les procédures judiciaires puisqu'il a conclu un plaidoyer de marchandage. Au cours du lock-out de la saison 2004-2005, Bertuzzi n'a pu jouer en Europe puisque la Fédération internationale de hockey sur glace a décidé de maintenir sa suspension. Ce n'est que le 8 août 2005 que la LNH a levé les sanctions qui restreignaient les activités de Todd Bertuzzi. Il aura donc pu rejouer dans la LNH à partir de la saison 2005-2006.

## Parenté dans le sport
Il est l'oncle du joueur de hockey professionnel, Tyler Bertuzzi.

## Statistiques

### En club
| Saison     | Équipe                 | Ligue      |       | Saison régulière | Saison régulière | Saison régulière | Saison régulière | Saison régulière |    | Séries éliminatoires | Séries éliminatoires | Séries éliminatoires | Séries éliminatoires | Séries éliminatoires |
| Saison     | Équipe                 | Ligue      | PJ    | B                | A                | Pts              | Pun              | PJ               | B  | A                    | Pts                  | Pun                  |                      |                      |
| 1991-1992  | Storm de Guelph        | LHO        | 47    | 7                | 14               | 21               | 145              | -                | -  | -                    | -                    | -                    |                      |                      |
| 1992-1993  | Storm de Guelph        | LHO        | 60    | 27               | 31               | 58               | 168              | 5                | 2  | 2                    | 4                    | 6                    |                      |                      |
| 1993-1994  | Storm de Guelph        | LHO        | 61    | 28               | 54               | 82               | 165              | 9                | 2  | 6                    | 8                    | 30                   |                      |                      |
| 1994-1995  | Storm de Guelph        | LHO        | 62    | 54               | 65               | 119              | 58               | 14               | 15 | 18                   | 33                   | 41                   |                      |                      |
| 1995-1996  | Islanders de New York  | LNH        | 76    | 18               | 21               | 39               | 83               | -                | -  | -                    | -                    | -                    |                      |                      |
| 1996-1997  | Grizzlies de l'Utah    | LIH        | 13    | 5                | 5                | 10               | 16               | -                | -  | -                    | -                    | -                    |                      |                      |
| 1996-1997  | Islanders de New York  | LNH        | 64    | 10               | 13               | 23               | 68               | -                | -  | -                    | -                    | -                    |                      |                      |
| 1997-1998  | Islanders de New York  | LNH        | 52    | 7                | 11               | 18               | 58               | -                | -  | -                    | -                    | -                    |                      |                      |
| 1997-1998  | Canucks de Vancouver   | LNH        | 22    | 6                | 9                | 15               | 63               | -                | -  | -                    | -                    | -                    |                      |                      |
| 1998-1999  | Canucks de Vancouver   | LNH        | 32    | 8                | 8                | 16               | 44               | -                | -  | -                    | -                    | -                    |                      |                      |
| 1999-2000  | Canucks de Vancouver   | LNH        | 80    | 25               | 25               | 50               | 126              | -                | -  | -                    | -                    | -                    |                      |                      |
| 2000-2001  | Canucks de Vancouver   | LNH        | 79    | 25               | 30               | 55               | 93               | 4                | 2  | 2                    | 4                    | 8                    |                      |                      |
| 2001-2002  | Canucks de Vancouver   | LNH        | 72    | 36               | 49               | 85               | 110              | 6                | 2  | 2                    | 4                    | 14                   |                      |                      |
| 2002-2003  | Canucks de Vancouver   | LNH        | 82    | 46               | 51               | 97               | 144              | 14               | 2  | 4                    | 6                    | 60                   |                      |                      |
| 2003-2004  | Canucks de Vancouver   | LNH        | 69    | 17               | 43               | 60               | 122              | -                | -  | -                    | -                    | -                    |                      |                      |
| 2005-2006  | Canucks de Vancouver   | LNH        | 82    | 25               | 46               | 71               | 120              | -                | -  | -                    | -                    | -                    |                      |                      |
| 2006-2007  | Panthers de la Floride | LNH        | 7     | 1                | 6                | 7                | 13               | -                | -  | -                    | -                    | -                    |                      |                      |
| 2006-2007  | Red Wings de Détroit   | LNH        | 8     | 2                | 2                | 4                | 6                | 16               | 3  | 4                    | 7                    | 15                   |                      |                      |
| 2007-2008  | Ducks d'Anaheim        | LNH        | 68    | 14               | 26               | 40               | 97               | 6                | 0  | 2                    | 2                    | 14                   |                      |                      |
| 2008-2009  | Flames de Calgary      | LNH        | 66    | 15               | 29               | 44               | 74               | 6                | 1  | 1                    | 2                    | 8                    |                      |                      |
| 2009-2010  | Red Wings de Détroit   | LNH        | 82    | 18               | 26               | 44               | 80               | 12               | 2  | 9                    | 11                   | 12                   |                      |                      |
| 2010-2011  | Red Wings de Détroit   | LNH        | 81    | 16               | 29               | 45               | 71               | 11               | 2  | 4                    | 6                    | 15                   |                      |                      |
| 2011-2012  | Red Wings de Détroit   | LNH        | 71    | 14               | 24               | 38               | 64               | 5                | 0  | 0                    | 0                    | 9                    |                      |                      |
| 2012-2013  | Red Wings de Détroit   | LNH        | 7     | 2                | 1                | 3                | 2                | 6                | 0  | 0                    | 0                    | 2                    |                      |                      |
| 2013-2014  | Red Wings de Détroit   | LNH        | 59    | 9                | 7                | 16               | 40               | 1                | 0  | 0                    | 0                    | 2                    |                      |                      |
| 2014-2015  | Senators de Binghamton | LAH        | 2     | 0                | 0                | 0                | 0                | -                | -  | -                    | -                    | -                    |                      |                      |
| Totaux LNH | Totaux LNH             | Totaux LNH | 1 159 | 314              | 456              | 770              | 1 438            | 87               | 14 | 28                   | 42                   | 159                  |                      |                      |

### En équipe nationale
| Année | Compétition          |   | PJ | B | A | Pts | Pun      |  | Résultat |
| 1998  | Championnat du monde | 6 | 1  | 2 | 3 | 16  | 6e place |  |          |
| 2000  | Championnat du monde | 9 | 5  | 4 | 9 | 47  | 4e place |  |          |
| 2006  | Jeux olympiques      | 6 | 0  | 3 | 3 | 6   | 7e place |  |          |

## Trophées et honneurs personnels
- 1995 : nommé au sein de la seconde équipe d'étoiles de la LHO
- 2003 : nommé au sein de la première équipe d'étoiles de la LNH
- 2003 : participation au Match des étoiles de la LNH
- 2004 : participation au Match des étoiles de la LNH